# Гранична ознака порівняння
Гранична ознака порівняння (на відміну від пов'язаної прямої ознаки порівняння) — це математичний критерій збіжності, який використовується для визначення збіжності чи розбіжності нескінченного ряду.

## Твердження
Нехай задано два ряди {\displaystyle \sum _{n}a_{n}} і {\displaystyle \sum _{n}b_{n}}, де {\displaystyle a_{n}\geq 0}, {\displaystyle b_{n}>0} для будь-якого {\displaystyle n}.
Якщо {\displaystyle \lim \limits _{n\to \infty }{\dfrac {a_{n}}{b_{n}}}=c}, причому {\displaystyle 0<c<\infty }, тоді обидва ряди або збіжні або навпаки є розбіжними.

## Доведення
Оскільки {\displaystyle \lim \limits _{n\to \infty }{\frac {a_{n}}{b_{n}}}=c}, то для будь-якого {\displaystyle \varepsilon >0} існує натуральне число {\displaystyle n_{0}>0} таке, що всіх {\displaystyle n\geq n_{0}}, виконується нерівність {\displaystyle \left|{\dfrac {a_{n}}{b_{n}}}-c\right|<\varepsilon }, що рівносильно:
{\displaystyle -\varepsilon <{\frac {a_{n}}{b_{n}}}-c<\varepsilon }
{\displaystyle c-\varepsilon <{\frac {a_{n}}{b_{n}}}<c+\varepsilon ,}
{\displaystyle (c-\varepsilon )b_{n}<a_{n}<(c+\varepsilon )b_{n}.}
Оскільки {\displaystyle c>0}, то можемо обрати {\displaystyle \varepsilon } як завгодно малим, щоб {\displaystyle c-\varepsilon >0}.
Тоді {\displaystyle b_{n}<{\dfrac {1}{c-\varepsilon }}a_{n}}, і за ознакою порівняння, якщо ряд {\displaystyle \sum _{n}a_{n}} є збіжним, то збіжним буде і ряд {\displaystyle \sum _{n}b_{n}}.
Аналогічно для {\displaystyle a_{n}<(c+\varepsilon )b_{n}}, якщо ряд {\displaystyle \sum _{n}{}a_{n}} є розбіжним, то знову ж таки за ознакою порівняння  розбіжним буде і ряд {\displaystyle \sum _{n}b_{n}}.
Отже, обидва ряди є збіжними, або розбіжними.

## Приклад
Визначимо, чи буде збіжним ряд
{\displaystyle \sum \limits _{n=1}^{\infty }{\frac {1}{n^{2}+2n}}.}
Для цього порівняємо його зі збіжним рядом
{\displaystyle \sum _{n=1}^{\infty }{\frac {1}{n^{2}}}={\frac {\pi ^{2}}{6}}.}
Оскільки
{\displaystyle \lim \limits _{n\to \infty }{\frac {1}{n^{2}+2n}}{\frac {n^{2}}{1}}=1>0,}
тому початковий ряд також є збіжним.

## Одностороння версія
Односторонню версію граничної ознаки порівняння можна сформулювати за допомогою верхньої та нижньої границі.
Нехай {\displaystyle a_{n},b_{n}\geq 0} для будь-яких {\displaystyle n}.
Тоді, якщо
{\displaystyle \limsup _{n\to \infty }{\frac {a_{n}}{b_{n}}}=c,\quad 0\leq c<\infty ,}
{\displaystyle \sum \limits _{n}b_{n}} є збіжним, тоді ряд {\displaystyle \sum \limits _{n}a_{n}} обов'язково буде збіжним.

## Приклад
Нехай {\displaystyle a_{n}={\dfrac {1-(-1)^{n}}{n^{2}}}} і {\displaystyle b_{n}={\dfrac {1}{n^{2}}}} для будь-яких {\displaystyle n}.
Тоді
{\displaystyle \lim \limits _{n\to \infty }{\frac {a_{n}}{b_{n}}}=\lim \limits _{n\to \infty }(1-(-1)^{n})}
не існує, і в цьому випадку не можна використовувати стандартну версію граничної ознаки порівняння.
Однак
{\displaystyle \limsup _{n\to \infty }{\frac {a_{n}}{b_{n}}}=\limsup _{n\to \infty }(1-(-1)^{n})=2\in [0,\infty ),}
ряд {\displaystyle \sum \limits _{n=1}^{\infty }{\frac {1}{n^{2}}}} є збіжним, і тому згідно з односторонньою версією граничної ознаки порівняння ряд {\displaystyle \sum \limits _{n=1}^{\infty }{\frac {1-(-1)^{n}}{n^{2}}}} буде збіжним.

## Обернена одностороння версія
Нехай {\displaystyle a_{n},b_{n}\geq 0} для будь-якого {\displaystyle n}.
Якщо ряд {\displaystyle \sum _{n}a_{n}} розбіжний, а {\displaystyle \sum _{n}b_{n}} збіжний, тоді обов'язково
{\displaystyle \limsup _{n\to \infty }{\frac {a_{n}}{b_{n}}}=\infty }
або
{\displaystyle \liminf _{n\to \infty }{\frac {b_{n}}{a_{n}}}=0.}
Головним тут є те, що у деякому сенсі числа {\displaystyle a_{n}} більші за числа {\displaystyle b_{n}}.

## Приклад
Нехай функція {\displaystyle f(z)=\sum \limits _{n=0}^{\infty }a_{n}z^{n}} — аналітична на одиничному крузі
{\displaystyle D=\{z\in \mathbb {C} \colon |z|<1\},}
і має образ скінченної площі.
Відповідно до формули Парсеваля площа образу функції {\displaystyle f} дорівнює
{\displaystyle \sum \limits _{n=1}^{\infty }n|a_{n}|^{2}}.
Крім того, ряд {\displaystyle \sum \limits _{n=1}^{\infty }1/n} є розбіжним.
Отже, згідно з оберненою граничною ознакою маємо
{\displaystyle \liminf _{n\to \infty }{\frac {n|a_{n}|^{2}}{1/n}}=\liminf _{n\to \infty }(n|a_{n}|)^{2}=0,}
тобто
{\displaystyle \liminf _{n\to \infty }n|a_{n}|=0.}

## Зовнішні лінки
- Pauls Online Notes on Comparison Test  [Архівовано 14 липня 2014 у Wayback Machine.]